# Corda (instrumento de tortura)
A corda era um instrumento de tortura usado pelos Huguenotes em perseguições contra os Católicos, e envolvia o corte do corpo humano com uma corda de fibra dura. A vítima seria desnuda, e arrastada para frente e para trás através da corda enquanto as fibras cortavam a pele do condenado.